# Musa Qurbanlı
Musa Qurbanlı (Bakú, 13 de abril de 2002) es un futbolista azerí que juega en la demarcación de delantero para el Qarabağ F. K. de la Liga Premier de Azerbaiyán.

## Selección nacional
Tras jugar en las categorías inferiores de la selección, finalmente hizo su debut con la selección de fútbol de Azerbaiyán en un partido amistoso contra Eslovenia que finalizó con un resultado de empate a cero.

### Goles internacionales
| # | Fecha                   | Estadio                                         | Oponente            | Gol | Resultado | Competición      |
| - | ----------------------- | ----------------------------------------------- | ------------------- | --- | --------- | ---------------- |
| 1 | 20 de noviembre de 2022 | Toše Proeski Arena, Skopie, Macedonia del Norte | Macedonia del Norte | 1-2 | 1–3       | Amistoso         |
| 2 | 25 de marzo de 2024     | Estadio Tofiq Bəhramov, Bakú, Azerbaiyán        | Bulgaria            | 1-1 | 1–1       | FIFA Series 2024 |
| 3 | 7 de junio de 2024      | Haladás Sportkomplexum, Szombathely, Hungría    | Albania             | 3-1 | 3–1       | Amistoso         |

## Clubes
| Club                | País       | Año       | Partidos | Goles |
| ------------------- | ---------- | --------- | -------- | ----- |
| Qarabağ F. K.       | Azerbaiyán | 2019-2020 | 7        | 1     |
| Zira F. K. (cedido) | Azerbaiyán | 2020-2021 | 11       | 2     |
| Qarabağ F. K.       | Azerbaiyán | 2021-2023 | 61       | 32    |
| Djurgårdens IF      | Suecia     | 2023-2024 | 21       | 3     |
| Qarabağ F. K.       | Azerbaiyán | 2024-     | 31       | 7     |

## Palmarés

### Títulos nacionales
| Título                     | Club          | País       | Año  |
| -------------------------- | ------------- | ---------- | ---- |
| Liga Premier de Azerbaiyán | Qarabağ F. K. | Azerbaiyán | 2020 |
| Liga Premier de Azerbaiyán | Qarabağ F. K. | Azerbaiyán | 2022 |
| Copa de Azerbaiyán         | Qarabağ F. K. | Azerbaiyán | 2022 |
| Liga Premier de Azerbaiyán | Qarabağ F. K. | Azerbaiyán | 2023 |
| Liga Premier de Azerbaiyán | Qarabağ F. K. | Azerbaiyán | 2025 |